# Bairdia minor
Bairdia minor är en kräftdjursart. Bairdia minor ingår i släktet Bairdia och familjen Bairdiidae. Inga underarter finns listade.